# Повуа-де-Ріу-де-Мойнюш
Повуа-де-Ріу-де-Мойнюш (порт. Póvoa de Rio de Moinhos; МФА: [ˈpɔ.vu.ɐ dɨ ˈʁi.u dɨ mu.ˈi.ɲuʃ]) — парафія в Португалії, у муніципалітеті Каштелу-Бранку. Розташована в східній частині країни, на теренах історичної португальської провінції Бейра. Входить до складу округу Каштелу-Бранку. За адміністративним поділом, чинним до 1976 року, терени парафії були складовою провінції Нижня Бейра. Належить до Порталегрівсько-Каштелу-Бранківської діоцезії Католицької церкви. Патрон — святий Лаврентій. Площа — 25,5665 км². Населення — 663 ос. (2011). Слабо урбанізований регіон. Густота населення — 25,93 осіб/км²
. Код — 050218.

## Населення
| Кількість мешканців | Кількість мешканців | Кількість мешканців | Кількість мешканців | Кількість мешканців | Кількість мешканців | Кількість мешканців | Кількість мешканців | Кількість мешканців | Кількість мешканців | Кількість мешканців | Кількість мешканців | Кількість мешканців | Кількість мешканців | Кількість мешканців |
| ------------------- | ------------------- | ------------------- | ------------------- | ------------------- | ------------------- | ------------------- | ------------------- | ------------------- | ------------------- | ------------------- | ------------------- | ------------------- | ------------------- | ------------------- |
| 1864                | 1878                | 1890                | 1900                | 1911                | 1920                | 1930                | 1940                | 1950                | 1960                | 1970                | 1981                | 1991                | 2001                | 2011                |
| 791                 | 807                 | 898                 | 941                 | 1 058               | 968                 | 1 028               | 1 163               | 1 130               | 1 114               | 892                 | 851                 | 768                 | 685                 | 663                 |